# Śiva Purāṇa

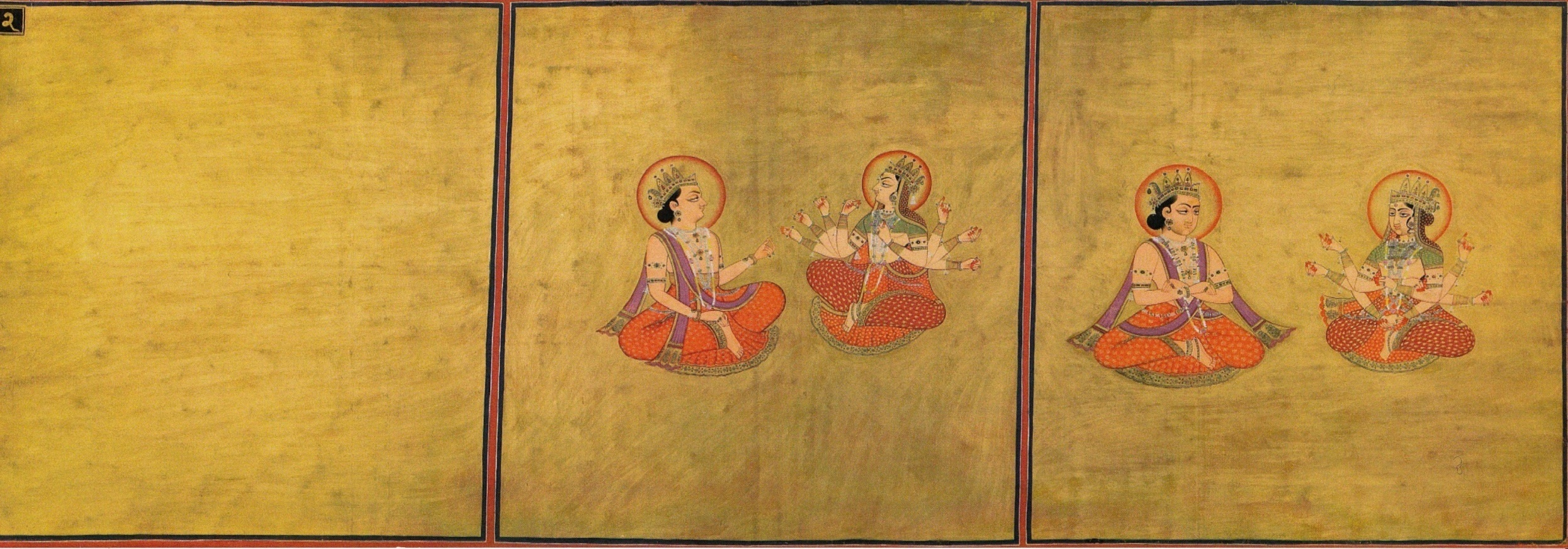
La comparsa di Śiva e Śakti, illustrazione da un'edizione del 1828.

Lo Śiva Purāṇa (devanagari शिव पुराण; adattato in Shiva Purana), VII secolo e.v., è uno dei diciotto Purāṇa maggiori (Mahā Purāṇa); fra di essi figura come divinità principale Shiva.

## Struttura
Lo Śiva Purāṇa è suddiviso in sei saṃithā ("raccolta"):
- Jñāna Saṁhitā, con 78 capitoli (adhyaya)
- Vidyeśvara Saṁhitā, con 16 capitoli
- Kailāśa Saṁhitā, con 12 capitoli
- Sanatkumāra Saṁhitā, con 59 capitoli
- Vāyavīya Saṁhitā, con 30 capitoli
- Dharma Saṁhitā, con 60 capitoli

Esistono comunque altre recensioni di questo stesso Purāṇa, con differenti suddivisioni e contenuti. Ad esempio, altre recensioni includono la Rudra Saṃhitā.